# Dysdera incertissima
Dysdera incertissima är en spindelart som beskrevs av Denis 1961. Dysdera incertissima ingår i släktet Dysdera och familjen ringögonspindlar.
Artens utbredningsområde är Marocko. Inga underarter finns listade i Catalogue of Life.